# 国际生态会议中心站
国际生态会议中心站是贵阳轨道交通1号线的地铁车站，位于中华人民共和国贵州省贵阳市观山湖区林城东路与长岭南路交叉口西侧地下，2017年12月28日开启试运营。
2009年，贵阳轨道交通1号线开始筹建。2010年9月3日《贵州市城市快速轨道交通建设规划》经国务院批准下达批复，并开始起步建设。项目成为2013年度西部开发新开工重点工程，总投资为193.7亿元人民币。国际生态会议中心站为中间站。

## 结构
该站位于贵阳市观山湖区长岭北路及林城东路路口西侧，贵阳国际会议展览中心东北角。车站设两个侧式站台，站台和站厅位于同一层，南侧站台与站厅相连，两个站台间通过地下通道连接。站台西段设有存车线。
车站设4个出口，其中A、B出口位于林城东路北侧，C、D出口位于林城东路南侧。